# Nishinari (Osaka)
Nishinari (jap. 西成区 Nishinari-ku) - jedna z 24 dzielnic (区 – ku) w Osace w Japonii.